# Světová organizace pro zdraví zvířat
Světová organizace pro zdraví zvířat (OIE, anglicky The World Organisation for Animal Health) je mezinárodní organizace zabývající se zdravím zvířat. Byla založena v roce 1924 původně pod názvem Office International des Epizooties. Přestože byla v roce 2003 přejmenována na The World Organisation for Animal Health, organizace si ponechala zkratku (OIE) z původního názvu. Členem OIE v roce 2019 bylo 182 členských zemí. OIE představuje jakousi obdobu Světové zdravotnické organizace (WHO). Cílem organizace je ochrana a tvorba zdraví zvířat a to především v oblasti infekčních nemocí zvířat.